# Centropogon cinnabarinus
Centropogon cinnabarinus är en klockväxtart som beskrevs av Franz Elfried Wimmer. Centropogon cinnabarinus ingår i släktet Centropogon och familjen klockväxter. Inga underarter finns listade i Catalogue of Life.